# Rhizanthera somersetiensis
Rhizanthera somersetiensis là một loài thực vật có hoa trong họ Lan. Loài này được (A. Camus) Soó miêu tả khoa học đầu tiên năm 1966.